# Las Cruces, Oaxaca
Las Cruces är en ort i Mexiko.   Den ligger i kommunen Santo Domingo Tehuantepec och delstaten Oaxaca, i den sydöstra delen av landet, 500 km sydost om huvudstaden Mexico City. Las Cruces ligger 589 meter över havet och antalet invånare är 141.
Terrängen runt Las Cruces är lite bergig. Runt Las Cruces är det ganska glesbefolkat, med 42 invånare per kvadratkilometer. Närmaste större samhälle är Colonia Benito Juárez, 19,5 km öster om Las Cruces. I omgivningarna runt Las Cruces växer huvudsakligen savannskog.